# Беснурка
Беснурка (болг. Беснурка) — село в Болгарии. Находится в Кырджалийской области, входит в общину Черноочене. Население составляет 0 человек.

## Политическая ситуация
В местном кметстве Новоселиште, в состав которого входит Беснурка, должность кмета (старосты) исполняет Реджеб Емурла Реджеб (Движение за права и свободы (ДПС)) по результатам выборов.
Кмет (мэр) общины Черноочене — Айдын Ариф Осман (Движение за права и свободы (ДПС)) по результатам выборов.